# Pleuroptya characteristica
Pleuroptya characteristica là một loài bướm đêm trong họ Crambidae.